# 華氏911
《華氏911》（英語：Fahrenheit 9/11）是一部由美國導演麥可·摩爾於2004年拍攝的紀錄片。影片从批判的角度描述了美國總統喬治·沃克·布希、反恐戰爭和对新媒体的控制，也是美國票房记录最高的纪录片。
在影片中，麦克·摩尔指美国媒体在2003年伊拉克战争中扮演了啦啦队的角色，而没有客观准确地反应战争造成的伤亡和损失。影片激起了激烈争论，包括电影中的细节是否准确的争论。
2004年本片在第57屆坎城影展首映，影片结束后获得了观众20分钟的起立鼓掌，并獲得金棕櫚獎。
影片名称源于雷·布萊伯利的反乌托邦小说《华氏451》，小说描述了在未来的美国，书籍被焚烧，华氏451度是纸张的自燃温度。“911”取了911事件的日期，副标题是“自由燃烧的温度”。

## 延伸閱讀
- Stewart, James B. . New York: Simon & Schuster. 2005. ISBN 0-684-80993-1.

## 外部連結
- 互联网电影数据库（IMDb）上《華氏911》的资料（英文）
- 豆瓣电影上《華氏911》的資料 （简体中文）
- AllMovie上《華氏911》的资料（英文）
- Box Office Mojo上《華氏911》的資料（英文）
- 爛番茄上《華氏911》的資料（英文）